# Église Saint-Thibault de Joigny
L'église Saint-Thibault est une église catholique de style gothique flamboyant, située dans la vieille ville de Joigny (Yonne). Elle est dédiée à saint Thibault (1039-1066), en latin: Theobaldus.

## Historique

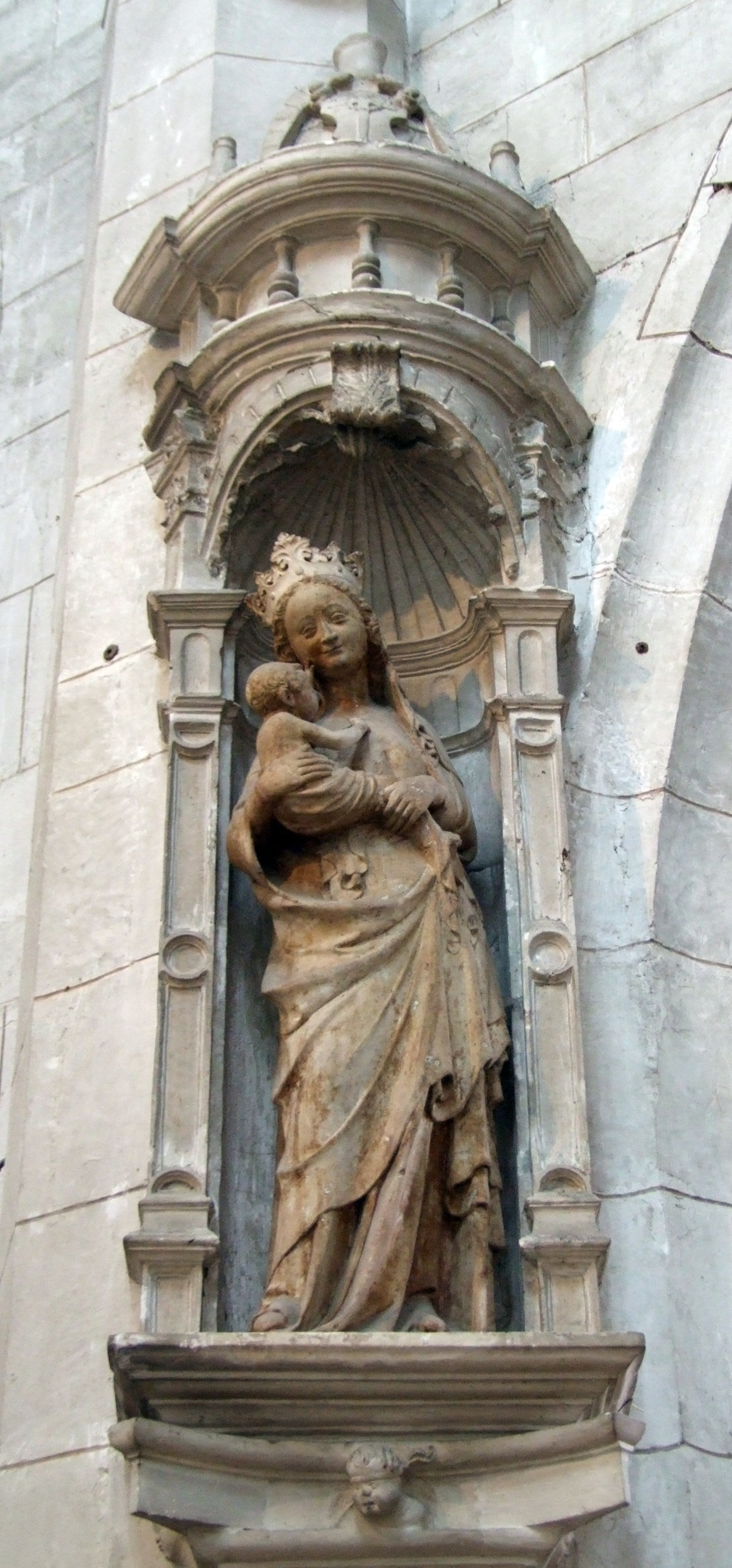
Vierge à l'Enfant du XVe siècle

Joigny est fondée à la fin du Xe siècle par le comte de Sens, Rainard le Vieux. Un siècle plus tard, après que saint Thibault eut été canonisé par Alexandre II en 1073, le moine bénédictin Arnould de Lagny, proche parent du comte Eudes II de Blois, dit Le Champenois, ramène en 1075 une partie des reliques de son frère saint Thibault, de Vicence où il est mort, à l'abbaye Sainte-Colombe de Saint-Denis-lès-Sens. Le cortège s'arrête une nuit à Joigny et l'on y construit ensuite une petite chapelle en sa mémoire. Le faubourg hors des remparts s'agrandit, peuplé de vignerons et d'artisans, ce qui nécessite de bâtir une nouvelle église paroissiale quelques années plus tard, à l'emplacement de la petite chapelle.
C'est ici que sainte Madeleine-Sophie Barat a été baptisée en 1779.
L'église fait l’objet d’un classement au titre des monuments historiques depuis le 22 septembre 1914.

## Architecture et décorations
Cette église est dévastée pendant la guerre de Cent Ans et reconstruite en 1490 en style gothique flamboyant. Les voûtes sont remarquables, notamment au-dessus du chœur, ainsi que  les vitraux datant du XVIIIe siècle et du XIXe siècle. La rosace en grisaille date du XVIe siècle. L'église est cependant surtout réputée pour ses statues bourguignonnes et champenoises, notamment une Vierge à l'Enfant gothique. L'église est restaurée après le terrible incendie de 1530 qui ravage la ville. La façade est remaniée.

## Intérieur de l'église
- Une statue équestre du saint est placée au-dessus de l'entrée. Elle est attribuée à Jean de Joigny, influencé par l'art de la Renaissance italienne.
- Statue polychrome, 4e quart du XIVe siècle, en pierre d'Étienne Porcher agenouillé, classé Monuments historiques au titre objet, 1992
- Statue funéraire du XIIIe siècle en pierre qui représente certainement une comtesse de Joigny couchée et vêtue d'une longue robe à plis étroits et d'un manteau retenu sur la poitrine par un cordon. Elle a les mains jointes, la tête coiffée d'un chaperon sur une mentonnière, classé Monuments historiques au titre d'objet, 1992
- Groupe sculpté : Vierge de Pitié en pierre du XVIe siècle, classé Monuments historiques au titre objet, 1992
- L'orgue, construit par Pierre-Alexandre Ducroquet en 1842 et restauré à l'identique par Jean-François Muno en 1986, est classé au titre objet aux monuments historiques depuis le 24 novembre 1980[3]. Des concerts sont organisés l'été.

## Galerie

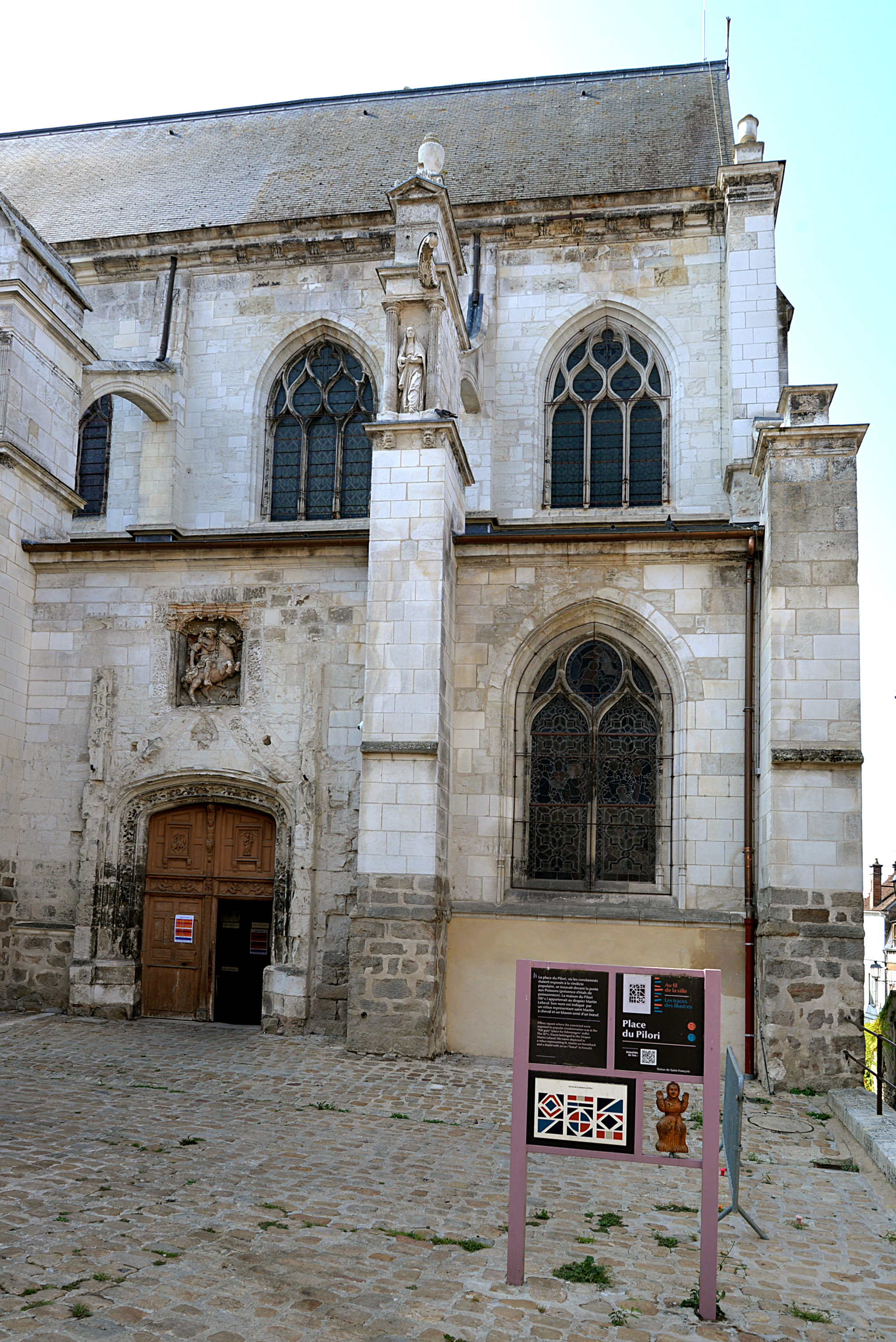
Portail nord de l'église.
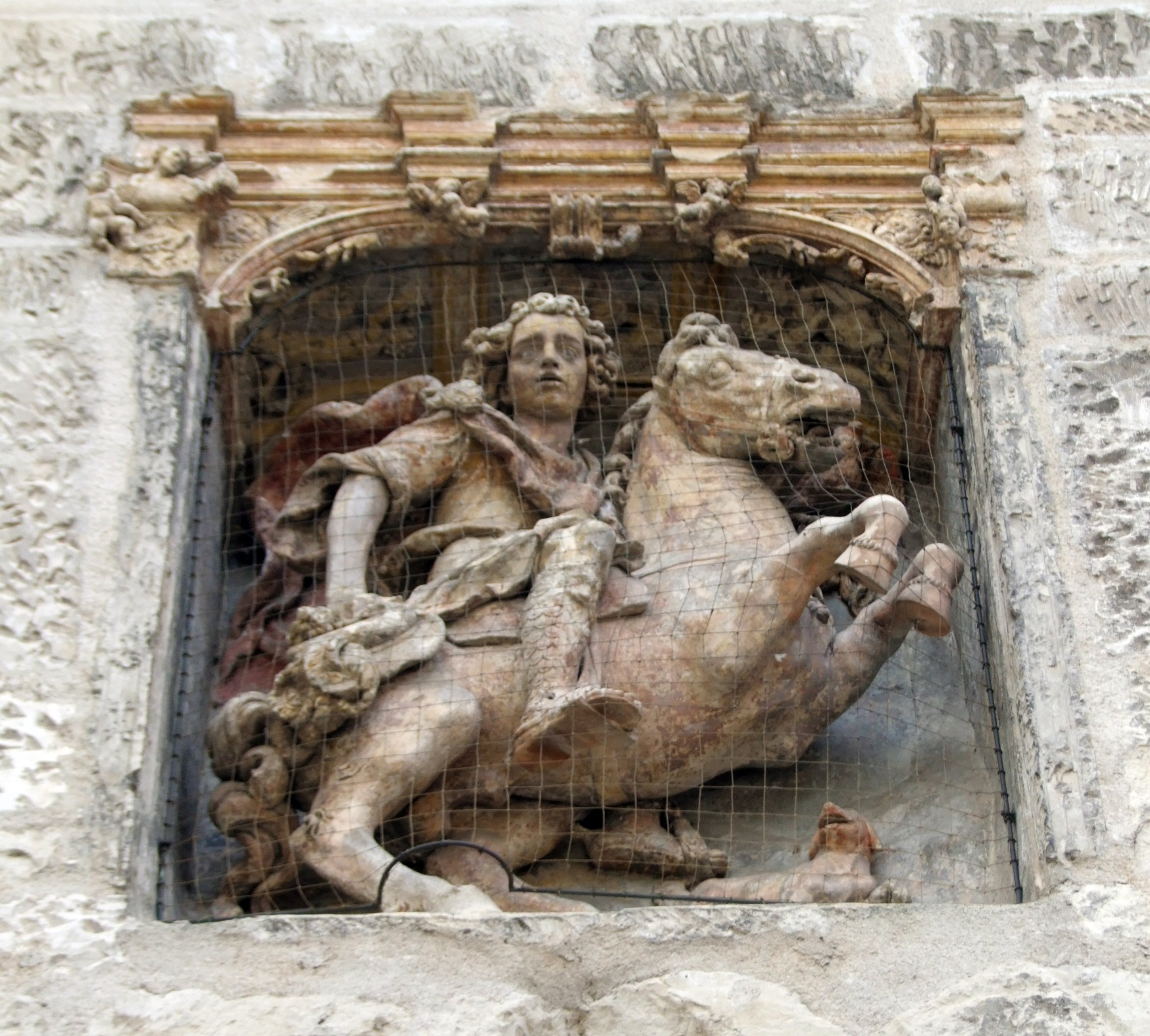
Statue équestre de saint Thibault (XVIe siècle).
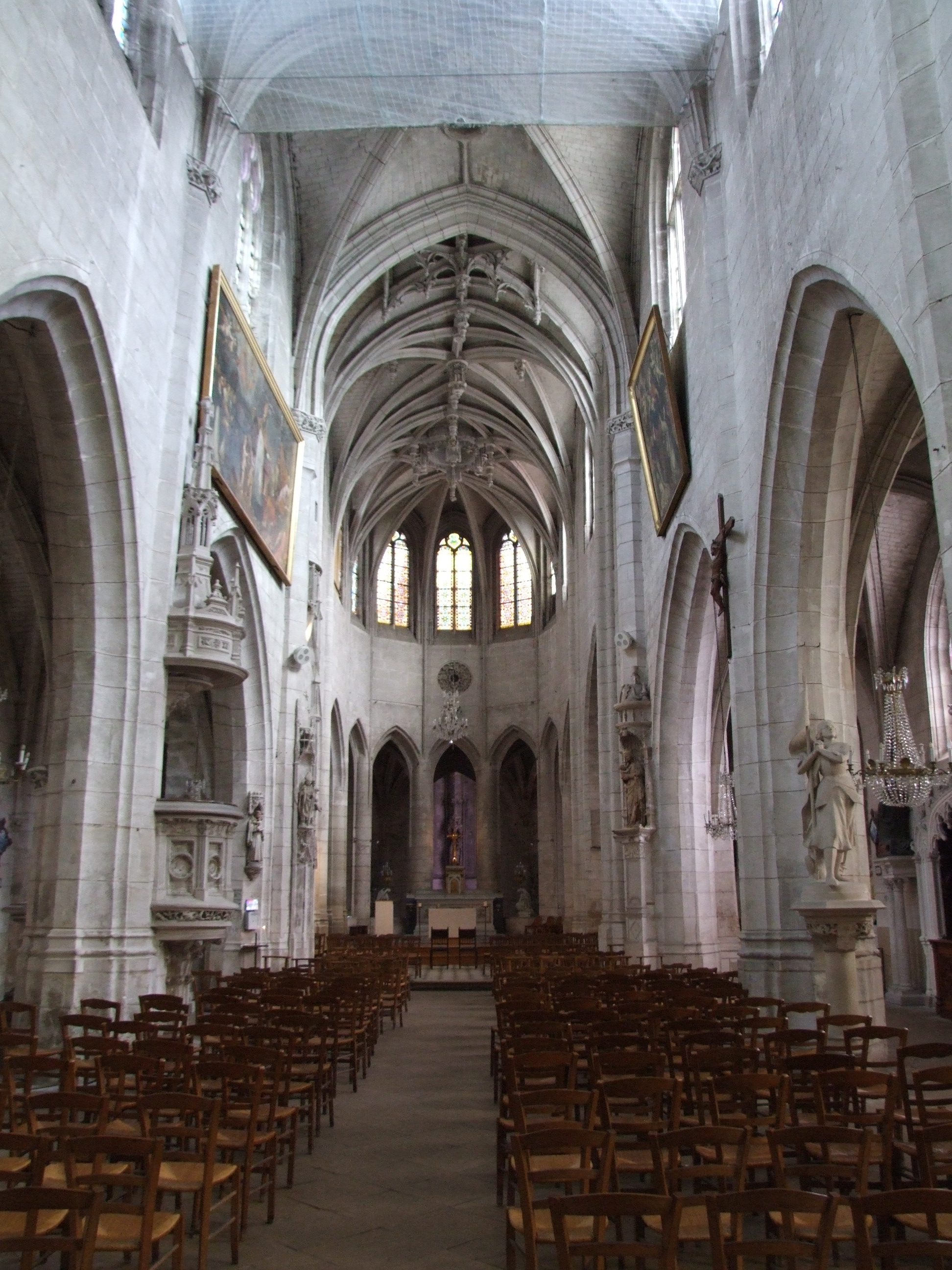
Vue de la nef.
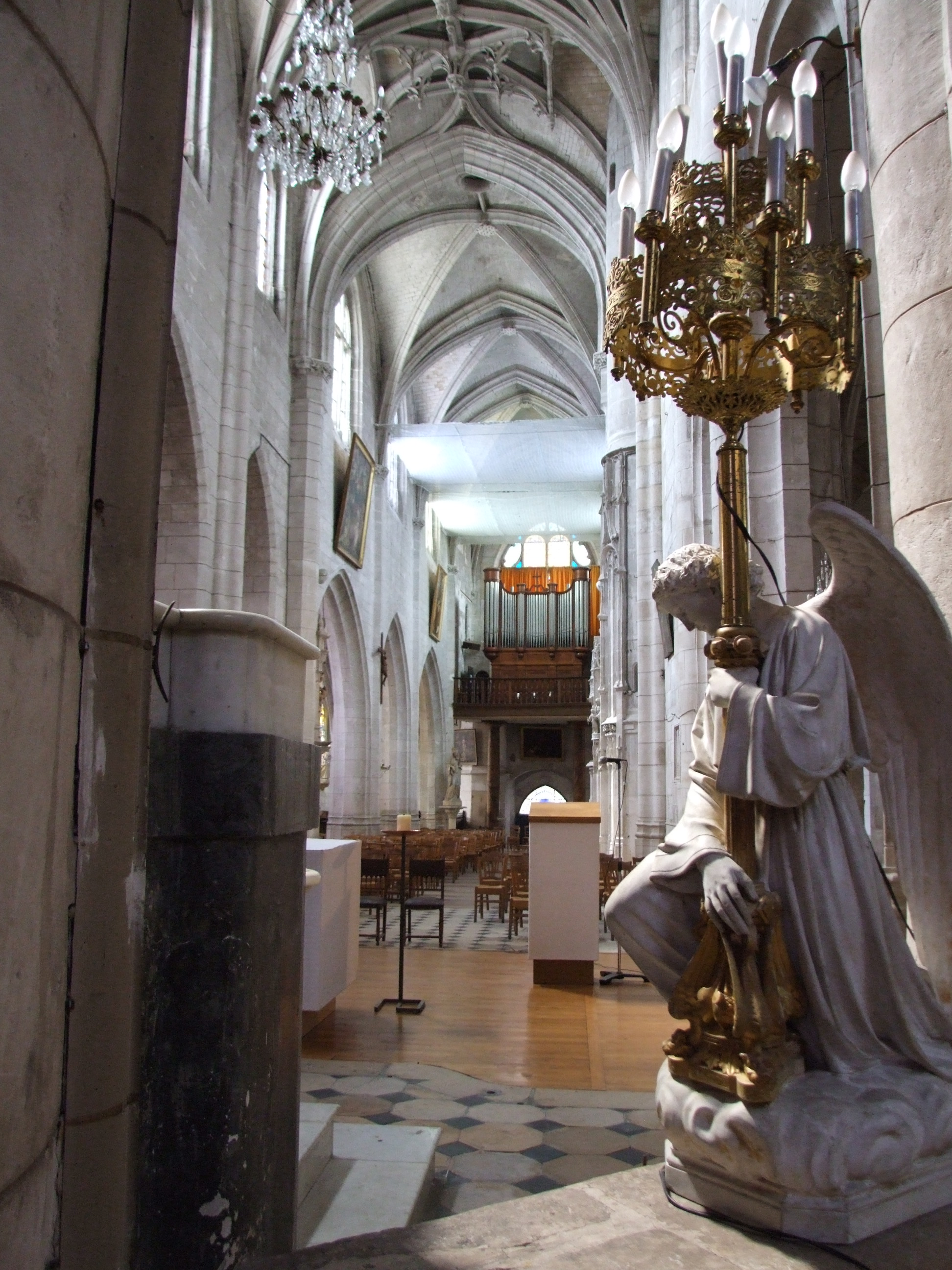
L'église Saint-Thibault - intérieur.
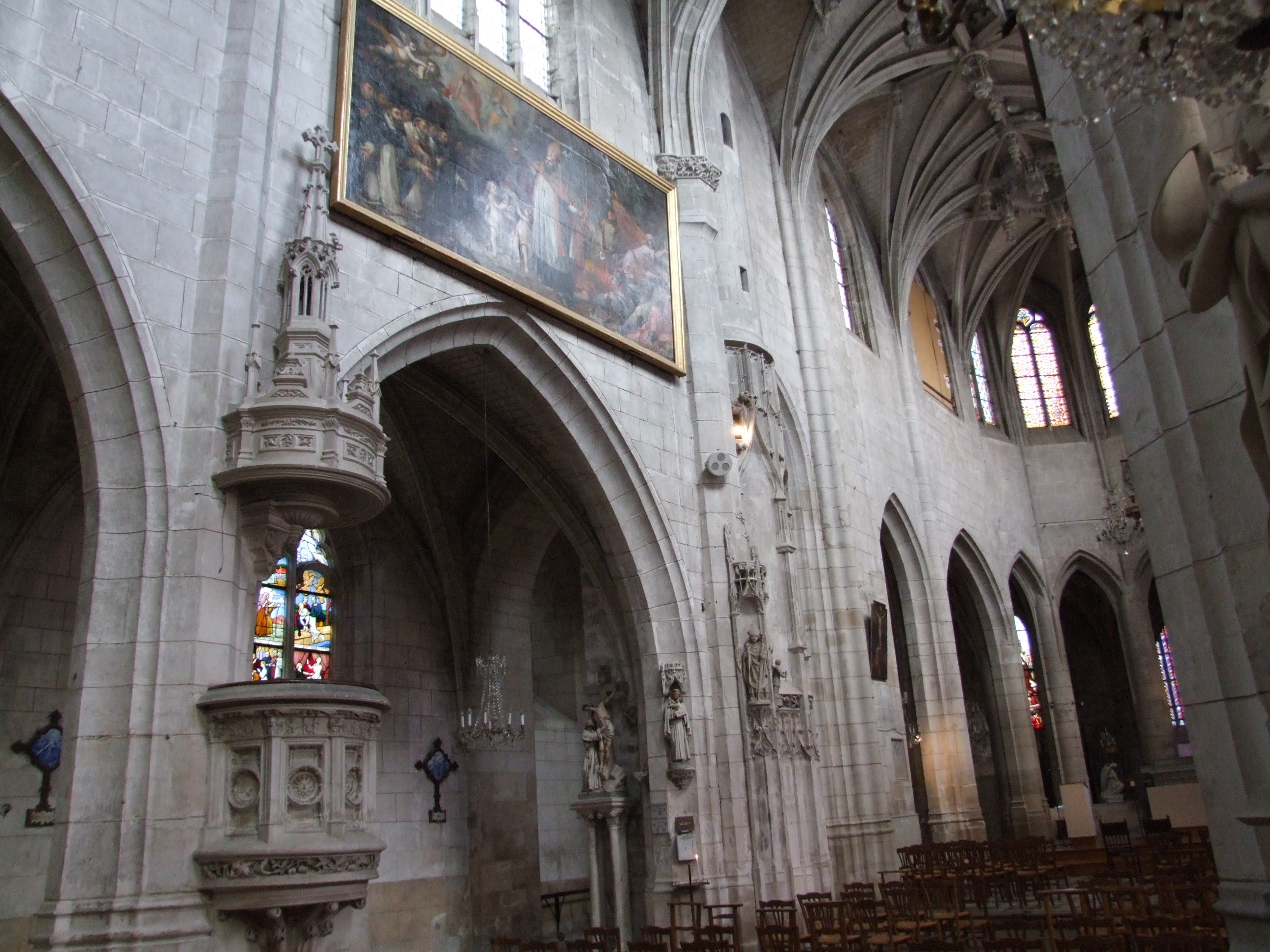
Vue de l'intérieur vers le bas-côté.
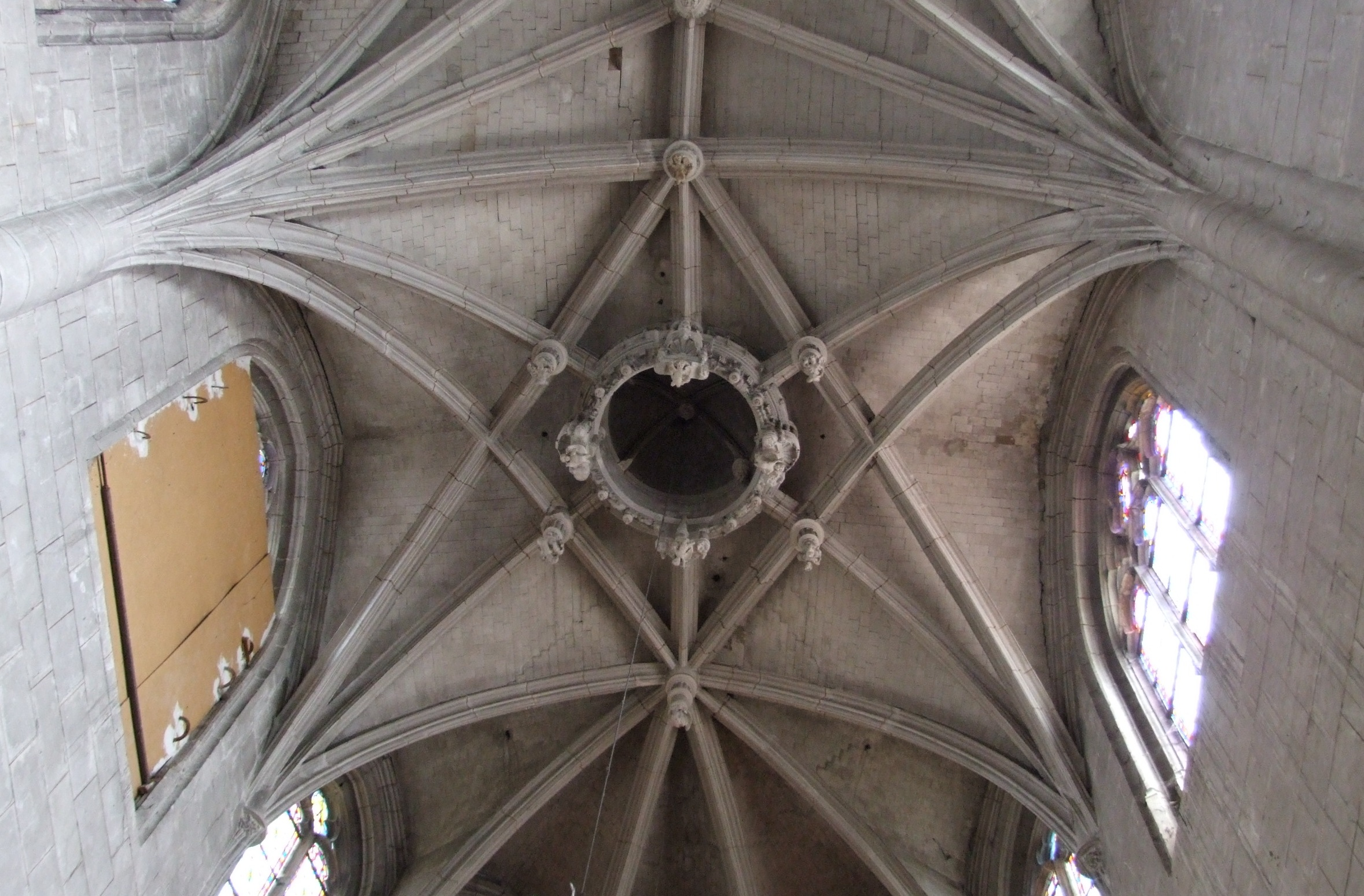
Détail des voûtes.
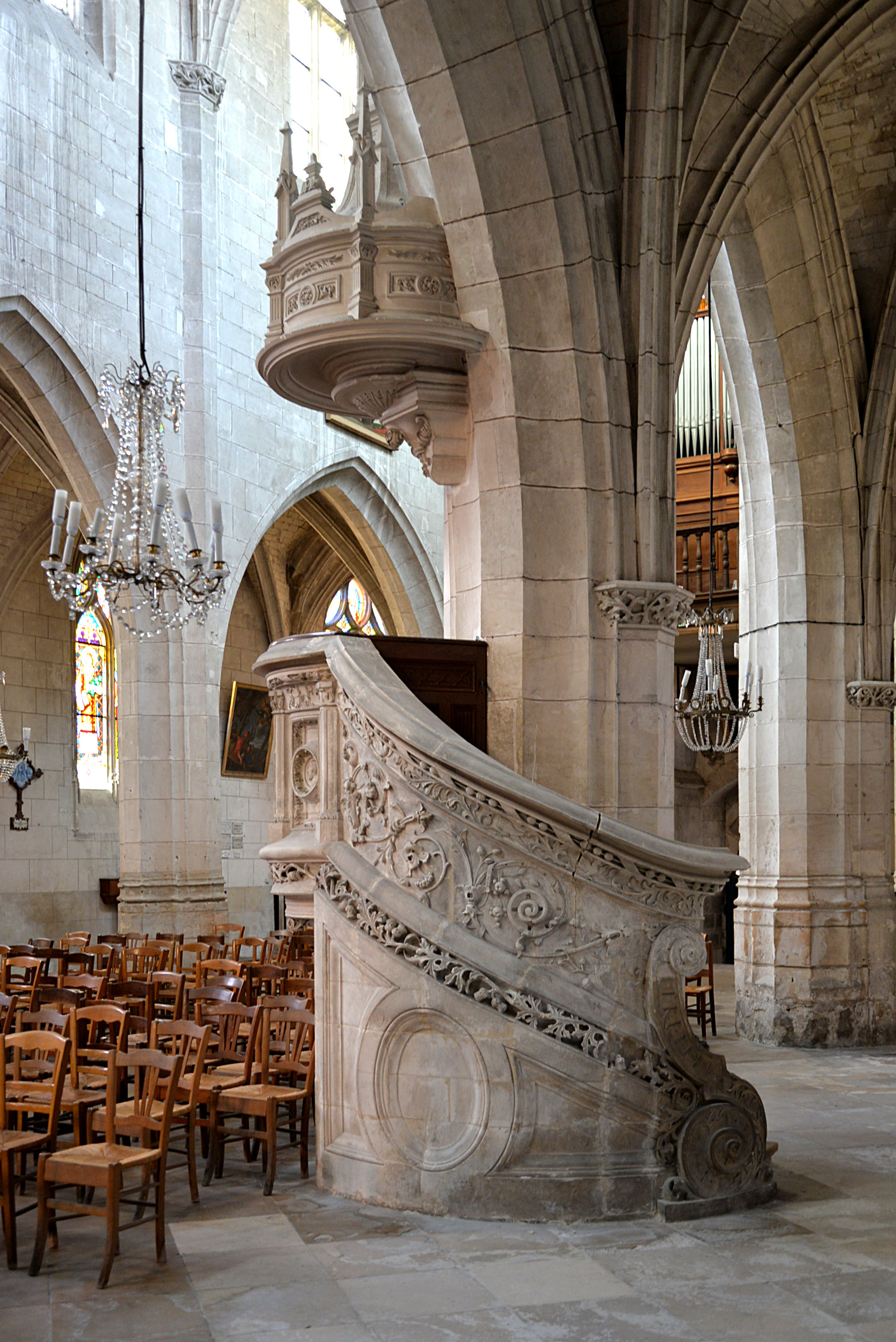
La chaire à prêcher.
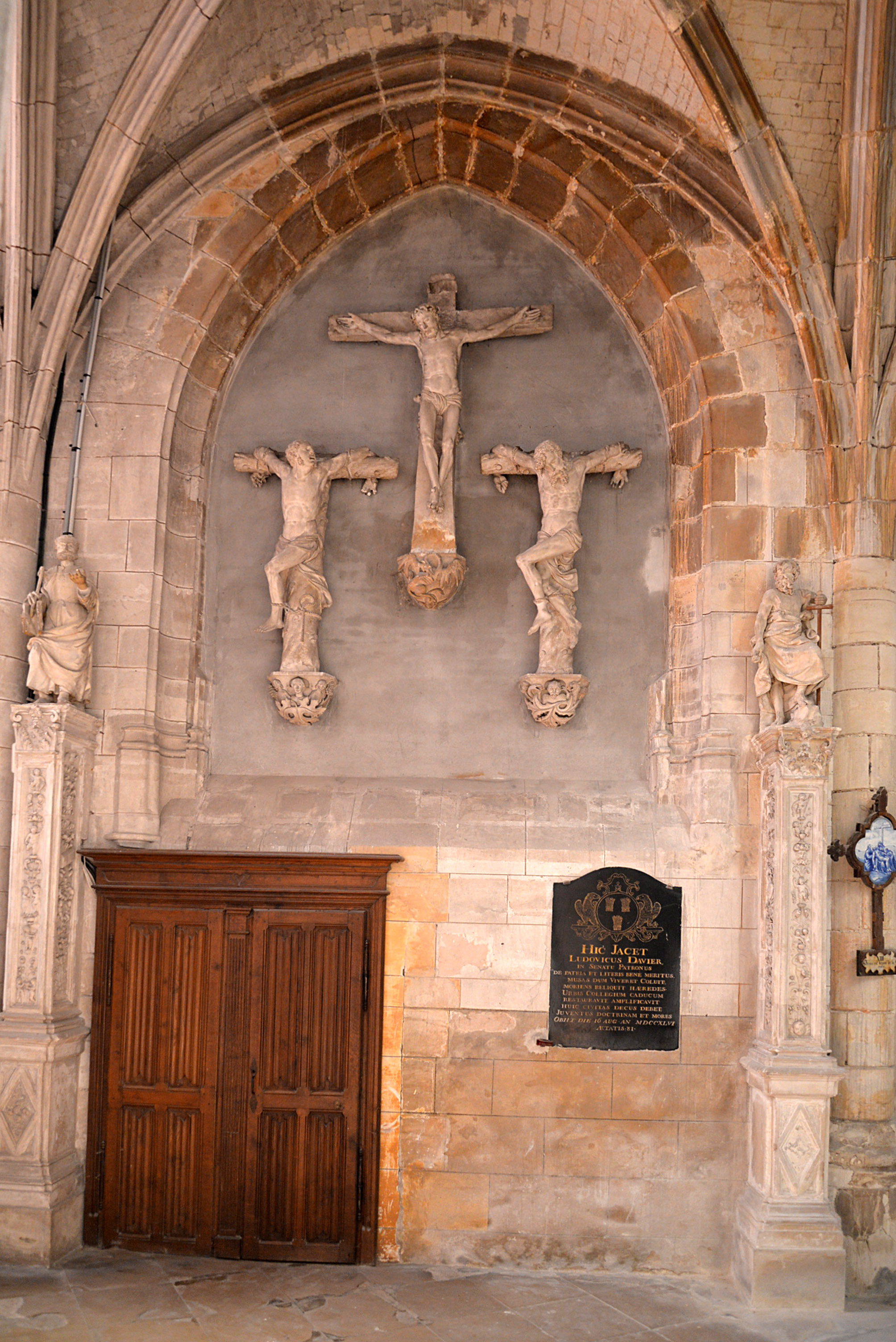
Le calvaire.
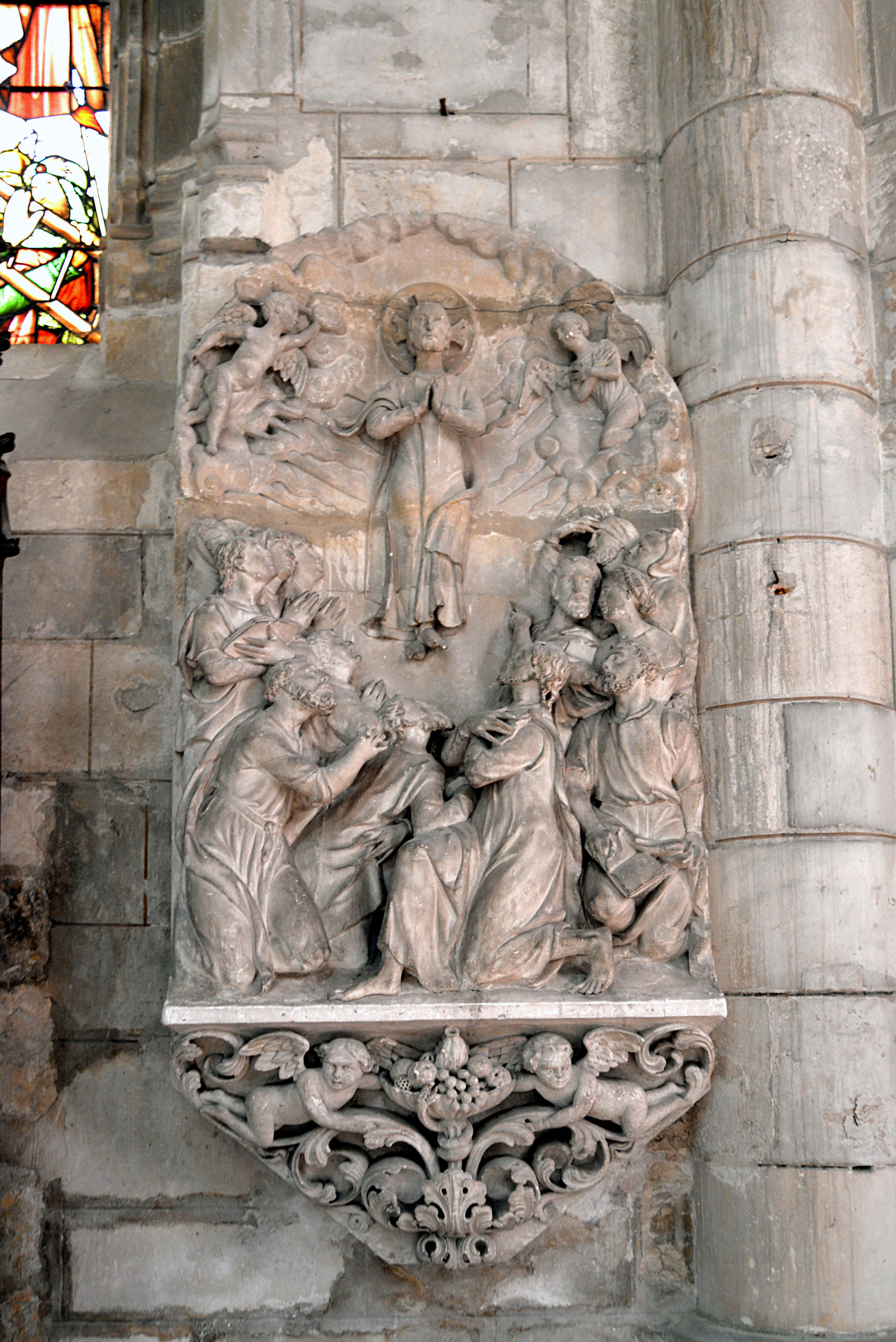
Bas-relief représentant l'Ascension.